# The Avett Brothers
Gli Avett Brothers sono un gruppo musicale statunitense proveniente da Concord, Carolina del Nord.
Il gruppo è composto dai fratelli Scott (al banjo) e Seth Avett (alla chitarra) e da Bob Crawford (al contrabbasso). Il violoncellista Joe Kwon ed il batterista Mike Marsh accompagnano il gruppo durante i tour;
Kwon ha partecipato alle registrazioni in studio dell'album Emotionalism (2007).
Nati dalle ceneri di un precedente gruppo (i Nemo), il loro stile musicale fonde principalmente bluegrass, folk e rock, ma sono presenti anche richiami a molti altri generi come country, punk rock e pop.

## Storia
Nonostante avessero cominciato a suonare insieme fin da bambini, Scott e Seth cominciarono la loro ufficiale collaborazione artistica alla fine degli anni ‘90, con la fusione tra la band di Scott, i Nemo, e quella di Seth, i Margo.
Dopo aver pubblicato tre album sotto il nome di Nemo registrarono, nel 2000, un primo EP intitolato The Avett Bros..
Nel 2002 al duo si aggiunse il contrabbassista Bob Crawford, membro dei The Memphis Quick 50. Con questa formazione a tre la band pubblicò il primo album ufficiale, Country Was, a cui segui un tour promozionale autogestito.
Dopo aver pubblicato un album live composto da cover e pezzi originali intitolato Live at the Double Dook Inn, iniziarono una collaborazione con Dolph Ramseur, proprietario di un'etichetta discografica locale, rimasto colpito dai concerti del gruppo e dai loro pezzi originali.
Dopo settanta ore in studio di registrazione, nel 2003, venne pubblicato il primo album prodotto dalla Ramseur Records A Carolina Jubilee.
Nel 2004, uscì il loro terzo album in studio, Mignonette, dove furono introdotte melodie più ricercate, testi introspettivi e un senso di dedicazione. L'anno successivo fu pubblicato un secondo album dal vivo Live, Vol.2
Nel 2006 uscì il loro quarto album Four Thieves Gone: The Robbinsonville Session.
Durante il tour promozionale seguente Scott e Seth produssero The Gleam, un EP contenente registrazioni personali formalmente più semplici, uscito poi a settembre.
Seguì, il 15 maggio 2007, Emotionalism, registrato con la collaborazione del violoncellista Joe Kwon, che debuttò al 134º posto su 200 nella classifica Billboard Top Heatseekers Albums Chart, e al 13º posto nella classifica Independent Artists Chart.
Per promuovere l'album la band fece il proprio debutto televisivo al Late Night with Conan O’Brien, suonando Paranoja in B-Flat Major.
Dopo anni di gavetta hanno ottenuto un rilevante successo soprattutto negli Stati Uniti dapprima con il sesto album in studio, I and Love and You, prodotto da Rick Rubin e primo pubblicato per una major (la American Recordings), nel 2009, che raggiunse il 16º posto nella classifica di Billboard, e maggiormente tre anni più tardi con The Carpenter, anche questo prodotto da Rubin, salito fino al quarto posto: i lavori sono stati inframezzati da un terzo album dal vivo.

## Discografia

### Album in studio
- 2002 - Country Was
- 2003 - A Carolina Jubilee
- 2004 - Mignonette
- 2006 - Four Thieves Gone: The Robbinsville Sessions
- 2007 - Emotionalism (U.S. No. 134)
- 2009 - I and Love and You (U.S. No. 16)
- 2012 - The Carpenter (U.S. No. 4)
- 2013 - Magpie and the Dandelion
- 2016 - True Sadness
- 2019 - Closer Than Together
- 2020 - The Third Gleam
- 2024 - The Avett Brothers

### Album dal vivo
- 2002 - Live at the Double Door Inn
- 2005 - Live, Vol. 2
- 2010 - Live, Vol. 3

### EP
- 2000 - The Avett Bros.
- 2004 - Swept Away
- 2006 - The Gleam
- 2008 - The Second Gleam